# 巴尔卡 (马亚)
巴尔卡 (马亚)是葡萄牙波尔图区的一个堂区。总面积3.37平方公里，总人口2769人，人口密度822.87人/平方公里。